# All Within My Hands
All Within My Hands è un singolo del gruppo musicale statunitense Metallica e della San Francisco Symphony, pubblicato il 15 luglio 2020 come primo estratto dall'album dal vivo S&M2.

## Descrizione
Si tratta di una versione riarrangiata in chiave acustica dell'omonimo brano originariamente inciso dal gruppo per l'ottavo album St. Anger, uscito nel 2003. Tale versione era già stata presentata in precedenza nel 2018 durante il concerto benefico dei Metallica immortalato in seguito nell'album dal vivo Helping Hands... Live & Acoustic at the Masonic.

## Tracce
Download digitale – 1ª versione
1. All Within My Hands (Live) – 6:14

Streaming
1. All Within My Hands (Live) – 6:13
2. Nothing Else Matters (Live) – 6:39

Download digitale – 2ª versione
1. All Within My Hands (Live / Radio Edit) – 4:48

## Formazione
Metallica
- James Hetfield – chitarra, voce
- Lars Ulrich – batteria
- Kirk Hammett – chitarra
- Robert Trujillo – basso

San Francisco Symphony
- Edwin Outwater – direzione
- Michael Tilson Thomas – concettualizzazione aggiuntiva
- Bruce Coughlin – arrangiamento
- Michael Kamen – arrangiamento
- Avi Vinocur – voce aggiuntiva
- Nadya Tichman – primo violino
- Jeremy Constant – primo violino
- Mariko Smiley – primo violino
- Melissa Kleinbart – primo violino
- Sarn Oliver – primo violino
- Naomi Kazama Hull – primo violino
- Victor Romasevich – primo violino
- Yun Chu – primo violino
- Yukiko Kurakata – primo violino
- Katie Kadarauch – primo violino
- Jessie Fellows – secondo violino
- Polina Sedukh – secondo violino
- David Chernyavsky – secondo violino
- Raushan Akhmedyarova – secondo violino
- Chen Zhao – secondo violino
- Adam Smyla – secondo violino
- Sarah Knutson – secondo violino
- Yuna Lee – secondo violino
- Yun Jie Liu – viola
- John Schoening – viola
- Christian King – viola
- Gina Cooper – viola
- David Gaudry – viola
- Matthew Young – viola
- David Kim – viola
- Nanci Severance – viola
- Amos Yang – violoncello
- Margaret Tait – violoncello
- Jill Rachuy Brindel – violoncello
- Stephen Tramontozzi – violoncello
- Shu-Yi Pai – violoncello
- Richard Andaya – violoncello
- Miriam Perkoff – violoncello
- Adelle-Akiko Kearns – violoncello
- Scott Pingel – contrabbasso
- Daniel G. Smith – contrabbasso
- S. Mark Wright – contrabbasso
- Charles Chandler – contrabbasso
- Chris Gilbert – contrabbasso
- William Ritchen – contrabbasso
- Robin McKee – flauto
- Linda Lukas – flauto
- Catherine Payne – flauto
- James Button – oboe
- Pamela Smith – oboe
- Russ deLuna – oboe
- Luis Baez – clarinetto
- David Neuman – clarinetto
- Jerome Simas – clarinetto
- Stepehn Paulson – fagotto
- Rob Wer – fagotto
- Steven Braunstein – fagotto
- Robert Ward – corno
- Jonathan Ring – corno
- Bruce Roberts – corno
- Daniel Hawkins – corno
- Chris Cooper – corno
- Joshua Paulus – corno
- Jeff Garza – corno
- Aaron Schuman – tromba
- Joseph Brown – tromba
- Robert Giambruno – tromba
- John Freeman – tromba
- Timothy Higgins – trombone
- Nick Platoff – trombone
- John Engelkes – trombone
- Jeff Budin – trombone
- Jeffrey Anderson – tuba
- Edwan Stephan – timpani
- Jacob Nissly – percussioni
- James Lee Wyatt III – percussioni
- Tom Hemphill – percussioni
- Robert Klieger – percussioni
- Douglas Rioth – arpa
- Marc Shapiro – tastiera

Produzione
- Greg Fidelman – produzione, missaggio
- James Hetfield – produzione
- Lars Ulrich – produzione
- John Harris – registrazione
- Jay Vicari – registrazione
- Brian Flanzbaum – registrazione
- Sara Lyn Killion – ingegneria del suono, montaggio
- Dan Monti – ingegneria del suono, montaggio
- Jim Monti – ingegneria del suono, montaggio
- Jason Gossman – ingegneria del suono, montaggio
- Kent Matcke – ingegneria del suono, montaggio
- Billy Joe Bowers – ingegneria del suono, montaggio
- Bob Ludwig – mastering

## Classifiche
| Classifica (2020)                | Posizione massima |
| -------------------------------- | ----------------- |
| Stati Uniti (hard rock)          | 1                 |
| Stati Uniti (mainstream rock)    | 1                 |
| Stati Uniti (rock & alternative) | 43                |